# Mistrovství Asie v rychlobruslení 2010
Mistrovství Asie v rychlobruslení 2010 se konalo ve dnech 9. a 10. ledna 2010 v rychlobruslařské hale Meiji Hokkaido-Tokachi Oval v japonském Obihiru. Jednalo se o 11. mistrovství Asie. Z předchozího šampionátu obhajovali titul Jihokorejec Čoj Kwun-won a Japonka Masako Hozumiová.
V Obihiru se podruhé stala mistryní Asie Japonka Masako Hozumiová. Mezi muži poprvé zvítězil Jihokorejec I Sung-hun.

## Muži
| Pořadí           | Jméno            | Země        | 500 m       | 5 000 m       | 1 500 m       | 10 000 m      | Počet bodů |
| ---------------- | ---------------- | ----------- | ----------- | ------------- | ------------- | ------------- | ---------- |
| Zlatá medaile    | I Sung-hun       | Jižní Korea | 37,82 (6.)  | 6:28,38 (1.)  | 1:49,29 (1.)  | 13:21,04 (1.) | 152,940    |
| Stříbrná medaile | Hiroki Hirako    | Japonsko    | 37,84 (7.)  | 6:35,24 (2.)  | 1:52,22 (5.)  | 13:44,94 (2.) | 156,017    |
| Bronzová medaile | Dmitrij Babenko  | Kazachstán  | 37,95 (8.)  | 6:37,97 (3.)  | 1:52,93 (3.)  | 13:48,18 (3.) | 156,799    |
| 4.               | Sun Lung-ťiang   | Čína        | 37,32 (2.)  | 6:47,92 (6.)  | 1:51,56 (3.)  | 14:05,85 (5.) | 157,590    |
| 5.               | Song Čin-su      | Čína        | 37,56 (4.)  | 6:47,17 (5.)  | 1:50,91 (2.)  | 14:10,99 (6.) | 157,796    |
| 6.               | Šigejuki Dedžima | Japonsko    | 38,35 (9.)  | 6:42,91 (4.)  | 1:52,68 (6.)  | 14:02,71 (4.) | 158,336    |
| 7.               | Kacunori Sato    | Japonsko    | 37,76 (5.)  | 6:55,13 (8.)  | 1:54,27 (9.)  | 14:13,20 (7.) | 160,023    |
| 8.               | Maxim Baklaškin  | Kazachstán  | 38,72 (10.) | 7:01,56 (9.)  | 1:54,19 (8.)  | 14:30,67 (8.) | 162,472    |
| 9.               | Čoj Kwun-won     | Jižní Korea | 37,33 (3.)  | 6:48,24 (7.)  | 1:55,38 (10.) | —             | 116,61     |
| 10.              | Ťin Sin          | Čína        | 37,20 (1.)  | 7:09,49 (10.) | 1:51,88 (4.)  | —             | 117,44     |

## Ženy
| Pořadí           | Jméno            | Země        | 500 m      | 3 000 m      | 1 500 m      | 5 000 m      | Počet bodů |
| ---------------- | ---------------- | ----------- | ---------- | ------------ | ------------ | ------------ | ---------- |
| Zlatá medaile    | Masako Hozumiová | Japonsko    | 41,26 (6.) | 4:10,16 (1.) | 2:00,56 (2.) | 7:07,56 (1.) | 165,895    |
| Stříbrná medaile | Šiho Išizawaová  | Japonsko    | 40,89 (5.) | 4:12,90 (2.) | 2:02,84 (4.) | 7:08,97 (2.) | 166,883    |
| Bronzová medaile | Maki Tabataová   | Japonsko    | 40,19 (2.) | 4:15,43 (3.) | 2:00,50 (1.) | 7:27,73 (4.) | 167,700    |
| 4.               | Pak To-jong      | Jižní Korea | 41,61 (8.) | 4:16,60 (4.) | 2:05,19 (8.) | 7:23,34 (3.) | 170,440    |
| 5.               | No Son-jong      | Jižní Korea | 40,75 (4.) | 4:20,88 (7.) | 2:01,93 (3.) | 7:36,14 (6.) | 170,477    |
| 6.               | I Ču-jon         | Jižní Korea | 40,64 (3.) | 4:17,45 (5.) | 2:02,86 (5.) | 7:41,71 (9.) | 170,672    |
| 7.               | Tung Fej-fej     | Čína        | 39,70 (1.) | 4:25,05 (9.) | 2:02,89 (6.) | 7:40,15 (8.) | 170,853    |
| 8.               | Fu Čchun-jün     | Čína        | 41,55 (7.) | 4:19,07 (6.) | 2:03,20 (7.) | 7:33,45 (5.) | 171,139    |
| 9.               | Eri Natoriová    | Japonsko    | 41,85 (9.) | 4:21,40 (8.) | 2:05,77 (9.) | 7:40,11 (7.) | 173,250    |